# Jambur Amanikere, Channarayapatna
Jambur Amanikere là một làng thuộc tehsil Channarayapatna, huyện Hassan, bang Karnataka, Ấn Độ.